# КНУБА-Арена
«КНУБА-Арена» (раніше стадіон КНУБА, стадіон КІБІ) — багатофункціональний стадіон на 1000 місць у Києві, в місцевості Олександрівська слобідка. Збудований у 1965—1966 роках у складі спортивного комплексу нинішнього Київського національного університету будівництва і архітектури, стадіон капітально реконструйований 2021 року. Після реконструкції почав приймати матчі національних футбольних змагань, зокрема, чоловічої другої ліги та жіночого кубку України. Також приймає матчі команд КНУБА у студентських змаганнях.

## Історія

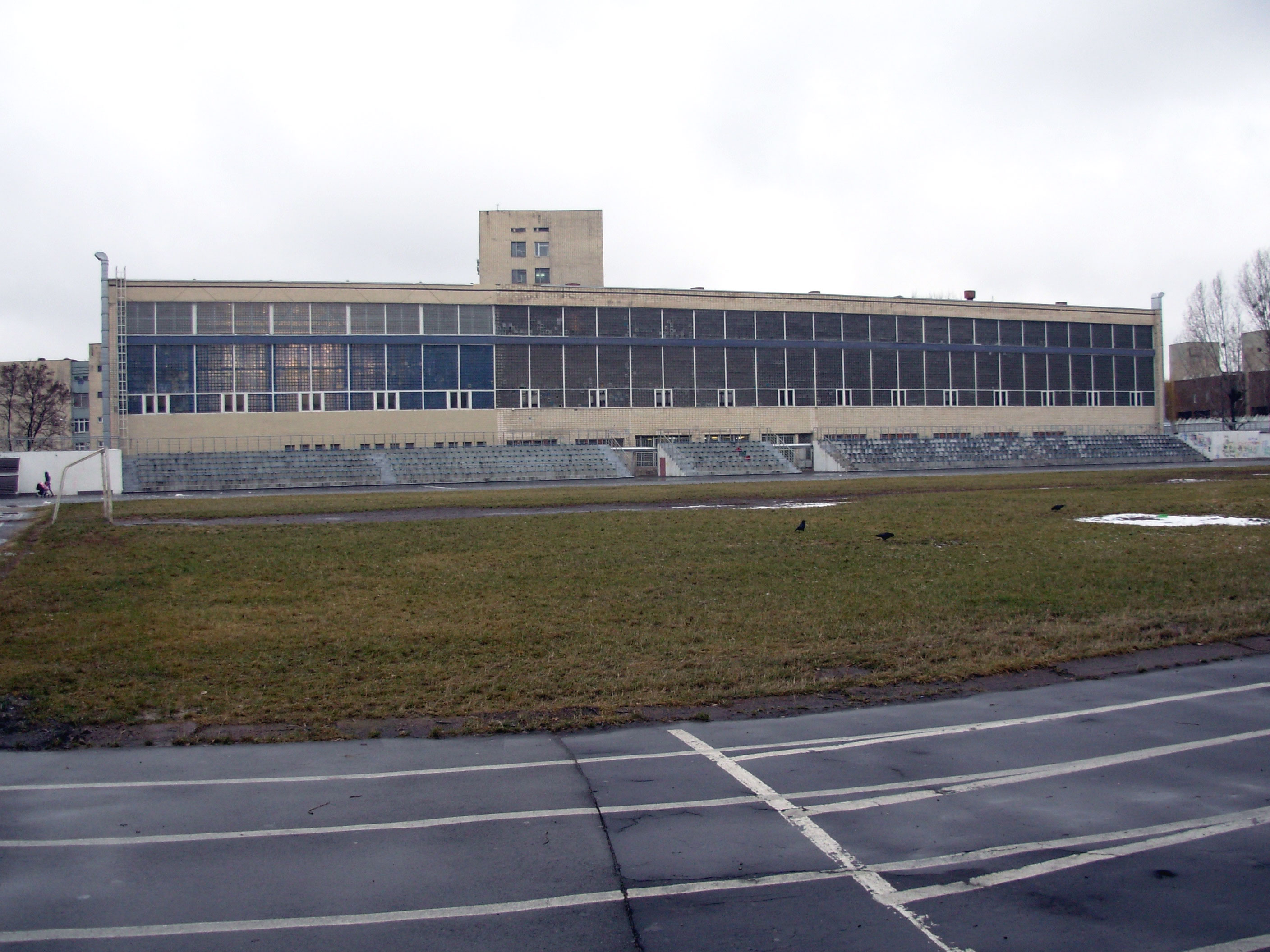
Стадіон у 2011 році

Будівництво стадіону пов'язане з переїздом Київського інженерно-будівельного інституту (КІБІ, нині — КНУБА) до нового кампусу на вулиці Освіти. Після відкриття в 1963 головного корпусу розпочалося будівництво спортивної інфраструктури. Протягом 1965—1966 років був збудований спортивний комплекс, який складається з триповерхового корпусу з басейном і спортивними залами та стадіону. Авторами проєкту були архітектори Микола Гусєв, Лев Каток та Міріам Ліберберг.
У 2011 здійснено капітальний ремонт стадіону та глядацьких трибун.
У жовтні 2020 університет оголосив тендер на капітальний ремонт спортивної споруди, на якому перемогла пропозиція ТОВ «Міленіум Спорт» вартістю 33,5 мільйони гривень, і 14 листопада 2020 розпочалися будівельні роботи. 17 листопада 2021 стадіон було відкрито після реконструкції, в ході якої споруджені штучне футбольне поле замість трав'яного, тартанові бігові доріжки, спортивні майданчики та встановлені пластикові сидіння на трибуни для глядачів. На відкритті були присутні: міністр освіти і науки України Сергій Шкарлет, міністр молоді та спорту України Вадим Гутцайт, ректор університету Петро Куліков, перший віце-президент Будівельної палати України Станіслав Сташевський, голова Солом'янської РДА Ірина Чечотка та багато інших діячів освіти, політики, будівництва та спорту. Стадіон отримав назву «КНУБА-Арена», а на його базі, за словами університету, діє Всеукраїнський студентський Центр олімпійської підготовки.

## Інфраструктура
Стадіон «КНУБА-Арена» має футбольне поле з штучним покриттям (розміром 105 × 68 м), тартанові бігові доріжки та майданчики для гри у баскетбол і волейбол. Наявне штучне освітлення.
Трибуни стадіону оснащені пластиковими сидіннями та вміщують 1000 глядачів.

## Матчі та заходи
«КНУБА-Арена» є домашнім полем збірної команди КНУБА з футболу «Будівельник».
До реконструкції 2021 року стадіон КНУБА не приймав матчів високого рівня. 2 серпня 2014 на території спортивної споруди відбулася найбільша на той час в Україні виставка ретроавтомобілів Old Car Fest 2014.
Після встановлення штучного газону стадіон прийняв низку матчів національних змагань із дорослого футболу. У чоловічих професіональних змаганнях один матч другої ліги тут провів київський «Локомотив», який через негоду (сніг, що переходив у град) обрав для проведення гри штучне поле «КНУБА-Арени»:
| Дата              | Змагання           | Господарі          | Рахунок | Гості         |
| ----------------- | ------------------ | ------------------ | ------- | ------------- |
| 24 листопада 2023 | Друга ліга 2023—24 | «Локомотив» (Київ) | 0:2     | ПФК «Звягель» |

Протягом сезону 2023/24 «КНУБА-Арену» використовував для домашніх матчів «Атекс» із першої жіночої ліги. Тут киянки зазнали найбільшої поразки в історії українських національних футбольних змагань, поступившись у кубковому матчі полтавській «Ворсклі» з рахунком 0:30. Загалом «Атекс» провів на стадіоні дев'ять матчів (усі відбувалися без глядачів через воєнний стан):
| Дата            | Змагання                           | Господарі      | Рахунок | Гості                    |
| --------------- | ---------------------------------- | -------------- | ------- | ------------------------ |
| 28 серпня 2023  | Жіночий кубок України 2023—24      | «Атекс» (Київ) | 0:30    | «Ворскла» (Полтава)      |
| 2 вересня 2023  | Жіноча перша ліга, гр. «Б» 2023—24 | «Атекс» (Київ) | 0:17    | «Сістерс» (Одеса)        |
| 16 вересня 2023 | Жіноча перша ліга, гр. «Б» 2023—24 | «Атекс» (Київ) | 1:1     | «Кривбас-2» (Кривий Ріг) |
| 7 жовтня 2023   | Жіноча перша ліга, гр. «Б» 2023—24 | «Атекс» (Київ) | 0:0     | «Юність» (Чернігів)      |
| 14 жовтня 2023  | Жіноча перша ліга, гр. «Б» 2023—24 | «Атекс» (Київ) | 5:1     | «Металург» (Запоріжжя)   |
| 28 жовтня 2023  | Жіноча перша ліга, гр. «Б» 2023—24 | «Атекс» (Київ) | 1:0     | «Жайвір» (Шпола)         |
| 7 квітня 2024   | Жіноча перша ліга, гр. «Б» 2023—24 | «Атекс» (Київ) | 0:5     | «Лідер» (Кобеляки)       |
| 21 квітня 2024  | Жіноча перша ліга, гр. «Б» 2023—24 | «Атекс» (Київ) | 0:2     | «Оболонь» (Київ)         |
| 2 травня 2024   | Жіноча перша ліга, гр. «Б» 2023—24 | «Атекс» (Київ) | 5:2     | «Металург» (Запоріжжя)   |

Також стадіон приймав ігри аматорських команд і змагань: на полі «КНУБА-Арени» в аматорському чемпіонаті виступав «Сокіл» (Михайлівка-Рубежівка), в аматорському кубку — «Денгофф» (Денихівка), проходили матчі чемпіонату та кубку Київської області, Меморіалу Макарова та інших турнірів.